# Kritiká
Kritiká (Kritika) är en ort i Grekland.   Den ligger i prefekturen Nomós Kerkýras och regionen Joniska öarna, i den västra delen av landet, 400 km väster om huvudstaden Aten. Kritiká ligger 38 meter över havet och antalet invånare är 453. Den ligger på ön Korfu.
Terrängen runt Kritiká är platt. Havet är nära Kritiká åt sydost.  Närmaste större samhälle är Lefkímmi, 3,7 km norr om Kritiká. 